# Step by Step (canção)
"Step by Step" é uma canção gravada pelo grupo estadunidense New Kids on the Block, lançada em 10 de maio de 1990 pela Columbia Records, como o primeiro single do álbum de mesmo nome. Inicialmente, "Step by Step" havia sido previamente gravada pelo grupo The Superiors e lançada como single em 1987 pela Motown Records, porém não foi bem sucedido. Composta e produzida por Maurice Starr, "Step by Step" foi regravada pelo New Kids on the Block, tornando-se sua canção assinatura e um dos singles mais vendidos de 1990.
Após o seu lançamento, a canção permaneceu por três semanas no topo da tabela estadunidense Billboard Hot 100 e recebeu certificação platina no país pela Recording Industry Association of America, mundialmente, "Step by Step" alcançou a posição número 2 na UK Singles Chart e também se posicionou no top 10 de tabelas australianas, francesas, alemãs, irlandesas e norueguesas.

## Composição e recepção da crítica
Com duração de 4 minutos e 29 segundos, "Step by Step" é uma canção dance-pop, que retrata sobre a conquista de um interesse amoroso. Cada integrante realiza uma contagem durante a estrofe pós-refrão, Danny Wood canta "Step 1", Donnie Wahlberg canta "Step 2", Jordan Knight canta "Step 3", Joey McIntyre canta "Step 4" e Jonathan Knight o "Step 5". Considerada uma canção pop clássica, a canção recebeu diversas avalições, Bill Coleman escrevendo para a Billboard considerou "Step by Step" um "pop/ dance alegre, repleto de cordas da era disco"." A publicação People em sua resenha do álbum escreveu a faixa "toda escrita ou co-escrita pelo idealizador do grupo Maurice Starr, é de fato melhor em alguns pontos, que seu esforço anterior", observando ainda que a canção é "mais animada".

## Legado
"Step by Step"  passou a ser inserida em diversas listas ao longo dos anos. A canção foi votada como a quarta colocada de uma votação da revista Smash Hits de melhores canções de boy bands de todos os tempos e também fez parte da lista dos trinta melhores prazeres de culpa pelo site de música about.com e se classificou em sétimo lugar em votação do programa UChoose40 na Nova Zelândia, referente as maiores canções de boy bands e girl bands.
Em 2007, "Step by Step" foi inserida na nova edição do jogo de karaokê SingStar 90's para playstation 2, em uma lista junto com canções clássicas dos anos noventa. Em 2009, a faixa também foi inserida no jogo de dança Just Dance para Nintendo Wii.
Em janeiro de 2015, o canal de televisão da revista Heat, classificou "Step by Step" em 17° lugar, em sua lista de "maiores hinos de boy bands". Em maio de 2020, Joe Lynch e Andrew Unterberger, escrevendo para a Billboard, classificou-a como a melhor canção do grupo em uma lista com dez singles lançados pelo New Kids on the Block.

## Faixas e formatos
| Vinil de sete polegadas estadunidense e canadense |                  |         |  |
| N.º                                               | Título           | Duração |  |
| 1.                                                | "Step by Step"   | 4:27    |  |
| 2.                                                | "Valentine Girl" | 3:57    |  |
| Duração total:                                    | Duração total:   | 8:28    |  |

| CD single      |                  |         |  |
| N.º            | Título           | Duração |  |
| 1.             | "Step by Step"   | 4:27    |  |
| 2.             | "Valentine Girl" | 3:57    |  |
| Duração total: | Duração total:   | 8:28    |  |

| Vinil de doze polegadas e Maxi-CD europeu |                                       |         |  |
| N.º                                       | Título                                | Duração |  |
| 1.                                        | "Step by Step (12" Club Mix)"         | 5:25    |  |
| 2.                                        | "Step by Step (LP Version)"           | 4:27    |  |
| 3.                                        | "Step by Step (Instrumental version)" | 4:21    |  |
| 4.                                        | "Valentine Girl"                      | 3:57    |  |

## Desempenho nas tabelas musicais
| Tabela musical (1990)                        | Melhor posição |
| -------------------------------------------- | -------------- |
| Alemanha ocidental (Official German Charts)  | 8              |
| Austrália (ARIA)                             | 8              |
| Áustria (Ö3 Austria Top 75)                  | 12             |
| Bélgica (Ultratop 50 de Flandres)            | 6              |
| Canadá (RPM Top Singles)                     | 1              |
| Canadá (RPM Adult Contemporary)              | 19             |
| Espanha (Top 40 Radio)                       | 1              |
| Estados Unidos (Billboard Hot 100)           | 1              |
| Estados Unidos (Billboard R&B/Hip-Hop Songs) | 48             |
| Finlândia (Finnish Singles Chart)            | 7              |
| França (French Singles Chart)                | 10             |
| Grécia (IFPI)                                | 2              |
| Irlanda (IRMA)                               | 5              |
| Itália (Italian Singles Chart)               | 22             |
| Noruega (VG-lista)                           | 3              |
| Nova Zelândia (Recorded Music NZ)            | 3              |
| Países Baixos (Dutch Top 40)                 | 12             |
| Países Baixos (Single Top 100)               | 13             |
| Reino Unido (UK Singles Chart)               | 2              |
| Suécia (Swedish Singles Chart)               | 13             |
| Suíça (Schweizer Hitparade)                  | 17             |

| Tabela musical (1990)                      | Posição |
| ------------------------------------------ | ------- |
| Canadá (RPM Top Singles)                   | 17      |
| Estados Unidos (Billboard Top Pop Singles) | 33      |
| Europa (Eurochart Hot 100)                 | 33      |
| Nona Zelândia (Recorded Music NZ)          | 22      |

| Tabela musical (1958-2018)         | Posições |
| ---------------------------------- | -------- |
| Estados Unidos (Billboard Hot 100) | 505      |

### Certificações e vendas
| Região                                                                                             | Certificação | Vendas     |
| -------------------------------------------------------------------------------------------------- | ------------ | ---------- |
| Austrália (ARIA)                                                                                   | Ouro         | 35,000^    |
| Canadá (Music Canada)                                                                              | Platina      | 100,000^   |
| França (SNEP)                                                                                      | Prata        | 200,000*   |
| Japão (RIAJ)                                                                                       | Ouro         | 50,000^    |
| Reino Unido (BPI)                                                                                  | Prata        | 200,000^   |
| Estados Unidos (RIAA)                                                                              | Platina      | 1,000,000^ |
| *números de vendas baseados somente na certificação ^distribuições baseadas apenas na certificação |              |            |